# Trypanidius proximus
Trypanidius proximus es una especie de escarabajo longicornio del género Trypanidius, tribu Acanthocinini, subfamilia Lamiinae. Fue descrita científicamente por Melzer en 1931.
La especie se mantiene activa durante los meses de enero, febrero, marzo, abril, octubre, noviembre y diciembre.

## Descripción
Mide 13,8-16 milímetros de longitud.

## Distribución
Se distribuye por Argentina, Brasil, Paraguay y Uruguay.